# NGC 2015
NGC 2015 (również ESO 56-SC147) – gromada otwarta, znajdująca się w gwiazdozbiorze Złotej Ryby, w Wielkim Obłoku Magellana. Odkrył ją John Herschel 24 listopada 1834 roku.